# Chi Ba gạc
Chi Ba gạc (danh pháp khoa học: Rauwolfia, còn viết là Rauvolfia) là một chi của các cây gỗ và cây bụi thường xanh trong họ La bố ma (Apocynaceae). Chi này chứa khoảng 85 loài, có thể tìm thấy chủ yếu trong khu vực nhiệt đới.

## Một số loài
- Rauwolfia brevistyla: Ải thanh mộc
- Rauwolfia caffra: ký ninh Nam Phi.
- Rauwolfia cambodiana: Ba gạc lá to
- Rauwolfia canescens
- Rauwolfia chaudocensis: Ba gạc Châu Đốc, Nam Bộ, Việt Nam
- Rauwolfia cubana: Ba gạc Cuba
- Rauwolfia indochinensis: Ba gạc lá nhỏ
- Rauwolfia latifrons: Phong thấp mộc
- Rauwolfia perakensis: Ba gạc Perak
- Rauwolfia sandwicensis:
- Rauwolfia serpentina: Ba gạc thuốc, ba gạc hoa đỏ, xà căn mộc, cây rễ rắn Ấn Độ, sarpaganda. Trong thành phần rễ có các hóa chất sau: Amajalin, deserpidin, reserpin, rescinnamin, serpentin, serpentinin, yohimbin. Được dùng làm một vị thuốc trong y học cổ truyền.
- Rauwolfia sumatrana: Ba gạc Sumatra
- Rauwolfia taiwanensis Ba gạc Đài Loan
- Rauwolfia tetraphylla: Ba gạc bốn lá
- Rauwolfia tiaolushanensis: Ba gạc Điếu La sơn
- Rauwolfia verticillata: Ba gạc vòng, ba gạc lá vòng, la phù mộc
  - R. v. thứ hainanensis: Ba gạc Hải Nam
  - R. v. thứ oblanceolata: đảo phi châm diệp la phù mộc
  - R. v. thứ officinalis: Ba gạc thuốc
- Rauwolfia vomitoria: Ba gạc phú hộ, la phù mộc gây nôn
- Rauwolfia yunnanensis: Ba gạc Vân Nam, la phù mộc Vân Nam

## Tình trạng
Nguồn dự trữ trong tự nhiên của các loài này đang suy giảm do thu hái thái quá. IUCN đã đua chúng vào cấp đang nguy cấp và liệt kê nó trong Phụ lục II của CITES.

## Sử dụng y học
Các loài cây này, đặc biệt là Rauwolfia verticillata và Rauwolfia serpentina, được sử dụng trong y học, cả trong Tây y lẫn Đông y. Nó có tác dụng hạ huyết áp, giảm hoạt động của hệ thần kinh trung ương và có tác dụng gây buồn ngủ.
Nó có tác dụng làm giảm các catecholamin và serotonin từ các dây thần kinh của hệ thần kinh trung ương. Các chất tinh chế từ rễ ba gạc đã được sử dụng khá tích cực trong thời gian gần đây để điều trị cao huyết áp. Tuy nhiên, các nghiên cứu trên động vật lại cho thấy nó có thể gây ung thư. 